# Jörg Förster
Jörg Förster (* 8. Januar 1964) ist ein deutscher Kameramann.

## Leben
Nach einem Studium der Kommunikationswissenschaft arbeitet Förster seit 1999 als Kameramann. In der Fernsehserie Hinter Gittern – Der Frauenknast leistete er die Kameraarbeit in über 60 Folgen (nach IMDb-Quelle: in zwei Folgen). Seine Spezialgebiete sind die Kameraarbeiten bei Fernsehspielen, Fernsehserien, Kino- und Dokumentarfilmen.
Förster lebt in Berlin.

## Filmografie (Auswahl)
- 2005: Löwenzahn – Die Reise ins Abenteuer
- 2000: Die letzte Mahadevi (Dokumentarfilm)
- ab 1999: Hinter Gittern – Der Frauenknast (diverse Folgen der Fernsehserie)